# Veliki kraj
Le mont Veliki kraj (en serbe cyrillique : Велики крај) est un sommet des monts Zvijezda, un massif situé à l'extrême ouest de la Serbie, le long de la frontière avec la Bosnie-Herzégovine. Il s'élève à une altitude de 1 444 m.